# Manian
Treść tego artykułu może nie być zgodna z zasadami neutralnego punktu widzenia.
Dokładniejsze informacje o tym, co należy poprawić, być może znajdują się w dyskusji tego artykułu.
 Po wyeliminowaniu niedoskonałości należy usunąć szablon {{Dopracować}} z tego artykułu.
Manian, właściwie Manuel Reuter – niemiecki DJ, producent muzyczny i właściciel wytwórni płytowej (Zooland Records). Studiował ekonomię na Uniwersytecie w Bonn, jako jeden z niewielu zaliczał wszystkie egzaminy, jednakże po dwóch latach nauki opuścił uczelnię (co wywołało duży szok wśród jego bliskich) aby na poważnie zająć się produkcjami muzycznymi. Poznał Yanna Peifera (Yanou), który pozwolił przetrzeć mu szlaki muzycznych produkcji i pomóc założyć profesjonalne studio muzyczne.
Mieszka w Kolonii, gdzie tworzy swoje produkcje właśnie z przyjacielem – Yanou w Plazmatek Studio Cologne.
Pracował w projektach: Cascada, R.I.O., Spencer & Hill.
Znajomość z Manuelem Schleisem pozwoliła mu również na tworzenie wielu sampli i brzmień do wirtualnych syntezatorów dla producentów m.in. przy produktach firmy Vengeance.
12 lutego 2013 roku został wydany jego drugi album studyjny Hands Up Forever.

## Dyskografia

### Albumy studyjne
| Rok                         | Dane dot. albumu                                                                                       | Najwyższe pozycje na listach | Najwyższe pozycje na listach |
| Rok                         | Dane dot. albumu                                                                                       | GER                          | AUT                          |
| --------------------------- | --- | ---------------------------- | ---------------------------- |
| 2010                        | Welcome to the Club - Wydany: 7 lipca 2010 - Wytwórnia: Zooland Records - Format: Digital download     | –                            | –                            |
| 2013                        | Hands Up Forever - Wydany: 12 lutego 2013 - Wytwórnia: Kontor Records - Format: 2×CD, digital download | 90                           | 52                           |
| „–” album nie był notowany. | |                              |                              |

### Albumy kompilacyjne
| Rok  | Dane dot. albumu                                                                                               |
| ---- | --- |
| 2010 | The Singles 2004-2010 - Wydany: 10 września 2010 - Wytwórnia: Zooland Records - Format: 2×CD, digital download |
| 2011 | Best of Manian - Wydany: 4 lutego 2011 - Wytwórnia: Zooland Records - Format: Digital download                 |

### Single
| Rok                          | Tytuł                                     | Najwyższe pozycje na listach | Najwyższe pozycje na listach | Najwyższe pozycje na listach | Najwyższe pozycje na listach | Najwyższe pozycje na listach |
| Rok                          | Tytuł                                     | AUT                          | SWI                          | FRA                          | NLD                          | GBR                          |
| ---------------------------- | ----------------------------------------- | ---------------------------- | ---------------------------- | ---------------------------- | ---------------------------- | ---------------------------- |
| 2005                         | „Heat of the Moment”                      | –                            | –                            | –                            | –                            | –                            |
| 2006                         | „Jump!” (vs. Cerla)                       | –                            | –                            | –                            | –                            | –                            |
| 2007                         | „Heaven”                                  | –                            | –                            | –                            | 71                           | 107                          |
| 2007                         | „Turn the Tide” (feat. Aila)              | –                            | –                            | –                            | –                            | –                            |
| 2008                         | „Hold Me Tonight”                         | –                            | –                            | –                            | –                            | –                            |
| 2009                         | „Welcome to the Club”                     | 39                           | –                            | –                            | –                            | 89                           |
| 2009                         | „Ravers Fantasy”                          | –                            | –                            | –                            | –                            | –                            |
| 2009                         | „Ravers in the UK”                        | –                            | –                            | –                            | –                            | –                            |
| 2010                         | „Outta My Head” (feat. Darren Styles)     | –                            | –                            | –                            | –                            | –                            |
| 2010                         | „Loco”                                    | –                            | –                            | –                            | –                            | –                            |
| 2011                         | „Faq” (feat. Crystal Lake)                | –                            | –                            | –                            | –                            | –                            |
| 2012                         | „Hands Up Forever”                        | –                            | –                            | –                            | –                            | –                            |
| 2012                         | „Don’t Stop the Dancing” (feat. Carlprit) | 48                           | 55                           | 75                           | –                            | –                            |
| 2013                         | „I’m in Love with the DJ”                 | –                            | –                            | –                            | –                            | –                            |
| 2013                         | „Tonight” (& Nicco)                       | –                            | –                            | –                            | –                            | –                            |
| 2013                         | „Just Another Night (Anthem 4)”           | –                            | –                            | 59                           | –                            | –                            |
| 2013                         | „Cinderella” (feat. Maury)                | –                            | –                            | –                            | –                            | –                            |
| 2013                         | „We Don’t Care”                           | –                            | –                            | –                            | –                            | –                            |
| „–” singel nie był notowany. |                                           |                              |                              |                              |                              |                              |

### Utwory jako Manian[9]
- DJ Panic vs. DJ Manian – „Electric March”/„Chase the Sun”
- DJ Manian – „Love Song”
- Manian vs Tune Up! – „Rhythm & Drums”
- DJ Manian – „Fall in Love” (2010)

### Remiksy[9]
- Andy Lopez – Noche Del Amor (Dj Manian Remix)
- Bulldozzer – Bboy Mc (Dj Manian Remix)
- Cascada – Because The Night (Manian Bootleg Cut)
- Chris Decay – Shining (Alegria) (Manian Booty Mix)
- DHT – Listen To Your Heart (Dj Manian Mix)
- DJ Dean – Its A Dream (Dj Manian vs. Yanou Remix)
- Gabry Ponte Feat. Miani – Vivi Nell' Aria (Manian Remix)
- Groove Coverage – Runaway (Dj Manian Remix)
- Klubbingman feat. Beatrix Delgado – Ride On A White Train (Dj Manian Remix)
- M.Y.C. – What Up (Dj Manian Mix)
- Marco Juliano – I Wanna Be Your Star (Dj Manian Remix)
- Mario Lopez – What Are You Looking 4 (Dj Manian vs. Triffid Remix)
- Master Blaster – Everywhere (DJ Manian Remix)
- Neo Cortex – Storm Of Light (Dj Manian Remix)
- Phalanx – Flaming Skies (Dj Manian vs. Triffid Remix)
- Phalanx – Im Alive (Dj Manian Remix)
- Rob Mayth – Herz An Herz / Heart To Heart (Dj Manian Remix)
- Sash! – I Believe (Manian vs. Triffid Remix)
- Spring Fever – Give Me More (Dj Manian vs. Tune up! Remix)

### Nieoficjalne utwory
- DJ Manian & Dan Winter – Black Toys vol.1
- DJ Manian & Dan Winter – Black Toys vol.2
- DJ Manian & Dan Winter – Black Toys vol.3
- DJ Manian & Dan Winter – Black Toys vol.4
- DJ Manian & Dan Winter – Black Toys vol.5
- DJ Manian & Dan Winter – Black Toys vol.6
- DJ Manian & Dan Winter – Black Toys vol.7
- DJ Manian & Dan Winter – Black Toys vol.8
- Manian – Hold Me Tonight (Black Toys Remix)

### Teledyski
| Rok  | Tytuł                           | Reżyser             |
| ---- | ------------------------------- | ------------------- |
| 2008 | „Heaven”                        | –                   |
| 2008 | „Welcome to the Club”           | Dirk „Hille” Hilger |
| 2009 | „Ravers Fantasy”                | Dirk „Hille” Hilger |
| 2009 | „Ravers in the UK”              | Dirk „Hille” Hilger |
| 2009 | „Outta My Head”                 | –                   |
| 2010 | „Loco”                          | Dirk „Hille” Hilger |
| 2011 | „F.A.Q.”                        | –                   |
| 2012 | „Hands Up Forever”              | –                   |
| 2012 | „Don’t Stop the Dancing”        | –                   |
| 2013 | „I’m in Love with the DJ”       | –                   |
| 2013 | „Tonight”                       | –                   |
| 2013 | „Cinderella”                    | –                   |
| 2013 | „Just Another Night (Anthem 4)” | –                   |

## Projekty
Źródło: Discogs
- 3XM
- Akira
- Ampire
- Basis 1
- Black Toys
- Buldozzer
- Cascada
- Diamond
- Deejay Y
- Dynamik Freaks
- East-West Rockerz
- Floorburner
- Frap!
- Kareema
- Krystal
- Icarus
- Plazmatek
- Liz Kay
- M-Train
- M.Y.C.
- Malec
- Manyou
- Maxx Da Bass
- Monocore
- MYPD
- Partypimpz
- Pattern Mode
- Phalanx
- PlazmaTek
- R.I.O.
- Reuter & Schleis
- Ruff Stuff
- S & H Project
- Scarf!
- Siria
- Sol-7
- Spencer & Hill
- Tune Up!
- United Beats